# Philippe Coutinho
Philippe Coutinho Correia (Rio de Janeiro, 12. lipnja 1992.) brazilski je nogometaš koji igra na poziciji napadačkog veznog. Trenutačno igra za brazilski klub Vasco da Gamu.

## Klupska karijera
Prve nogometne korake započeo je u momčadi Vasco da Game. 2008. godine postaje član Intera. Iste godine posuđen je Vasco da Gami, da bi potom igrao na posudbi u Espanyolu. 2013. godine za 13 milijuna eura postaje član Liverpoola. Za momčad s Anfielda debitirao je 11. veljače iste godine protiv West Bromwich Albiona. Prešao je u FC Barcelonu za 160 milijuna eura i bonuse. Čim je došao u klub bio je ozlijeđen. Njegov prijelazak jedan je od najvećih transfera u povijesti nogometa do tada. 

## Reprezentativna karijera
Coutinho je nastupao za reprezentaciju Brazila u nekoliko uzrasta U-17 i U-20. Za seniorsku reprezentaciju Brazila je debitirao 7. listopada 2010. godine protiv Irana. Prvi pogodak postiže 7. lipnja 2015. godine na utakmici protiv Meksika.